# Indianapolis 500 1992

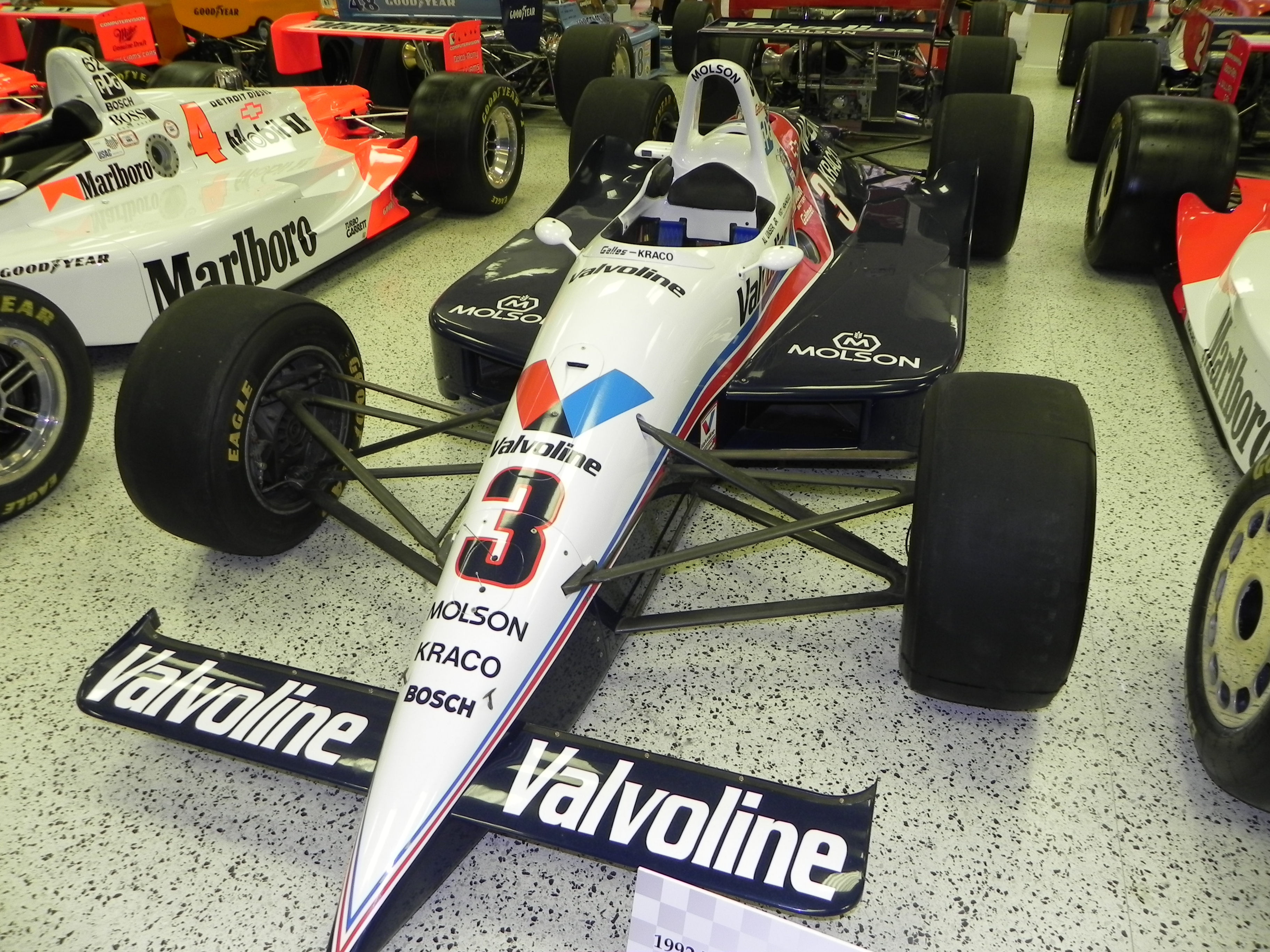
Das Siegerauto 1992 von Galles Racing

Das 76. Indianapolis 500 (offiziell 76th Running of the Indianapolis 500) auf dem Indianapolis Motor Speedway fand am 24. Mai 1992 statt und ging über eine Distanz von 200 Runden à 4,023 km, was einer Gesamtdistanz von 804,672 km entspricht.

## Startaufstellung
| Reihe | Innen | Innen              | Mitte | Mitte              | Außen | Außen            |
| ----- | ----- | ------------------ | ----- | ------------------ | ----- | ---------------- |
| 1     | 36    | Roberto Guerrero * | 9     | Eddie Cheever      | 2     | Mario Andretti   |
| 2     | 6     | Arie Luyendyk      | 54    | Gary Bettenhausen  | 1     | Michael Andretti |
| 3     | 22    | Scott Brayton      | 18    | Danny Sullivan     | 4     | Rick Mears       |
| 4     | 12    | Bobby Rahal        | 5     | Emerson Fittipaldi | 3     | Al Unser jr.     |
| 5     | 91    | Stan Fox           | 8     | John Andretti      | 19    | Éric Bachelart   |
| 6     | 44    | Philippe Gache **  | 10    | Scott Pruett       | 93    | John Paul jr.    |
| 7     | 7     | Paul Tracy         | 48    | Jeff Andretti      | 26    | Jim Crawford     |
| 8     | 27    | Al Unser           | 14    | A. J. Foyt         | 21    | Buddy Lazier     |
| 9     | 11    | Raul Boesel        | 39    | Brian Bonner       | 90    | Lyn St. James    |
| 10    | 47    | Jimmy Vasser       | 68    | Dominic Dobson     | 59    | Tom Sneva        |
| 11    | 92    | Gordon Johncock    | 31    | Ted Prappas        | 15    | Scott Goodyear   |

* Guerrero verunfallte in der zweiten Einführungsrunde und konnte am Rennen nicht teilnehmen.
 ** Gache drehte sich während den Einführungsrunden, fuhr an die Box und verpasste den Start, in Runde 3 nahm er das Rennen auf.

## Klassifikationen

### Endergebnis
| Pos. | Nr. | Fahrer                 | Team                   | Chassis    | Motor           | Rd. | Zeit/Rückstand               | Start |
| ---- | --- | ---------------------- | ---------------------- | ---------- | --------------- | --- | ---------------------------- | ----- |
| 1    | 3   | Al Unser jr.           | Galles Racing          | Galmer     | Ilmor-Chevrolet | 200 | 3:43:04.991 Std. 134,477 mph | 12    |
| 2    | 15  | Scott Goodyear         | Walker Racing          | Lola       | Ilmor-Chevrolet | 200 | 0,043                        | 33    |
| 3    | 27  | Al Unser, Sr. (W)      | Team Menard            | Lola       | Buick           | 200 | 10,236                       | 22    |
| 4    | 9   | Eddie Cheever          | Chip Ganassi Racing    | Lola       | Cosworth        | 200 | 10,281                       | 2     |
| 5    | 18  | Danny Sullivan (W)     | Galles Racing          | Galmer     | Ilmor-Chevrolet | 199 | 1 Rd.                        | 8     |
| 6    | 12  | Bobby Rahal (W)        | Rahal/Hogan Racing     | Lola       | Ilmor-Chevrolet | 199 | 1 Rd.                        | 10    |
| 7    | 11  | Raul Boesel            | Dick Simon Racing      | Lola       | Ilmor-Chevrolet | 198 | 2 Rd.                        | 25    |
| 8    | 8   | John Andretti          | Jim Hall Racing        | Lola       | Ilmor-Chevrolet | 195 | 5 Rd.                        | 14    |
| 9    | 14  | A. J. Foyt (W)         | A. J. Foyt Enterprises | Lola       | Ilmor-Chevrolet | 195 | 5 Rd.                        | 23    |
| 10   | 93  | John Paul jr.          | D.B. Mann Development  | Lola       | Buick           | 194 | 6 Rd.                        | 18    |
| 11   | 90  | Lyn St. James (R)      | Dick Simon Racing      | Lola       | Ilmor-Chevrolet | 193 | 7 Rd.                        | 27    |
| 12   | 68  | Dominic Dobson         | Burns Racing           | Lola       | Ilmor-Chevrolet | 193 | 7 Rd.                        | 29    |
| 13   | 1   | Michael Andretti       | Newman/Haas Racing     | Lola       | Cosworth        | 189 | Hydraulik                    | 6     |
| 14   | 21  | Buddy Lazier           | Leader Cards Racing    | Lola       | Buick           | 139 | Motor                        | 24    |
| 15   | 6   | Arie Luyendyk (W)      | Chip Ganassi Racing    | Lola       | Cosworth        | 135 | Unfall                       | 4     |
| 16   | 31  | Ted Prappas (R)        | P.I.G. Racing          | Lola       | Ilmor-Chevrolet | 135 | Getriebe                     | 32    |
| 17   | 51  | Gary Bettenhausen      | Team Menard            | Lola       | Buick           | 112 | Unfall                       | 5     |
| 18   | 48  | Jeff Andretti          | A. J. Foyt Enterprises | Lola       | Ilmor-Chevrolet | 109 | Unfall                       | 20    |
| 19   | 39  | Brian Bonner (R)       | Dale Coyne Racing      | Lola       | Buick           | 97  | Unfall                       | 26    |
| 20   | 7   | Paul Tracy (R)         | Penske Racing          | Penske     | Ilmor-Chevrolet | 96  | Motor                        | 19    |
| 21   | 47  | Jimmy Vasser (R)       | Hayhoe Racing          | Lola       | Ilmor-Chevrolet | 94  | Unfall                       | 28    |
| 22   | 22  | Scott Brayton          | Dick Simon Racing      | Lola       | Buick           | 93  | Unfall                       | 7     |
| 23   | 2   | Mario Andretti (W)     | Newman/Haas Racing     | Lola       | Cosworth        | 78  | Unfall                       | 3     |
| 24   | 5   | Emerson Fittipaldi (W) | Penske Racing          | Penske     | Ilmor-Chevrolet | 75  | Unfall                       | 11    |
| 25   | 26  | Jim Crawford           | King Racing            | Lola       | Buick           | 74  | Unfall                       | 21    |
| 26   | 4   | Rick Mears (W)         | Penske Racing          | Penske     | Ilmor-Chevrolet | 74  | Unfall                       | 9     |
| 27   | 91  | Stan Fox               | Hemelgarn Racing       | Lola       | Buick           | 63  | Unfall                       | 13    |
| 28   | 44  | Philippe Gache (R)     | Dick Simon Racing      | Lola       | Ilmor-Chevrolet | 61  | Unfall                       | 16    |
| 29   | 92  | Gordon Johncock (W)    | Hemelgarn Racing       | Lola       | Buick           | 60  | Motor                        | 31    |
| 30   | 10  | Scott Pruett           | TrueSports             | TrueSports | Ilmor-Chevrolet | 52  | Motor                        | 17    |
| 31   | 59  | Tom Sneva (W)          | Team Menard            | Lola       | Buick           | 10  | Unfall                       | 30    |
| 32   | 19  | Éric Bachelart (R)     | Dale Coyne Racing      | Lola       | Buick           | 4   | Motor                        | 15    |
| 33   | 36  | Roberto Guerrero       | King Racing            | Lola       | Buick           | 0   | Unfall                       | 1     |

(W)=früherer Gewinner / (R)=Rookie / alle Starter auf Goodyear-Reifen / Gelbphasen: 13 für 85 Rd.

## Führungsrunden
| Fahrer           | Team                | Anzahl |
| ---------------- | ------------------- | ------ |
| Michael Andretti | Newman/Haas Racing  | 160    |
| Al Unser jr.     | Galles Racing       | 25     |
| Eddie Cheever    | Chip Ganassi Racing | 9      |
| Al Unser         | Team Menard         | 4      |
| Mario Andretti   | Newman/Haas Racing  | 1      |
| Arie Luyendyk    | Chip Ganassi Racing | 1      |